# Oederan
Oederan é um município da Alemanha, situado no distrito de  Mittelsachsen, no estado da Saxônia. Tem 77,35 km² de área, e sua população em 2019 foi estimada em 7.934 habitantes.